# Monitoriella anthurii
Monitoriella anthurii är en stekelart som först beskrevs av Costa Lima och Guitton 1962.  Monitoriella anthurii ingår i släktet Monitoriella och familjen bracksteklar. Inga underarter finns listade i Catalogue of Life.